# Locuspriset
Locuspriset är ett science fiction- och fantasypris som delas ut till de författare som vunnit den amerikanska tidskriften Locus Magazines årliga läsaromröstning. De första Locusprisen delades ut för verk publicerade 1970. Priskategoriernas antal och deras indelning är omfattande och har varierat med åren.
De första åren var den uttalade avsikten att föreslå kandidater till och ge vägledning inför omröstningen av Hugopriset. Antalet röstande är betydligt fler för Locusprisen än för andra priser inom science fiction och fantasy, till Hugopriset är endast Worldcon-deltagare röstberättigade och Nebulaprisets omröstning är uteslutande öppen för författarmedlemmar.

## Mest belönade författare inom science fiction och fantasy
- Ursula K. Le Guin (18), Harlan Ellison (15), Dan Simmons (12), George R. R. Martin (11), John Varley (10), Connie Willis (9), Orson Scott Card (8), Neil Gaiman (8), Lucius Shepard (8)
- Kim Stanley Robinson (6), Robert Silverberg (5), David Brin (5), Gene Wolfe (5), Isaac Asimov (4), Joe Haldeman (4), China Miéville (4), Larry Niven (4)